# Ренелова струја
Ренелова струја је јужни крак Северноатлантске струје, који се креће обалама Француске и Шпаније у Бискајском заливу. Ово је топла морска струја, са просечним салинитетом од око 35‰. Креће се смеру казаљке на сату и описује пун круг.